# Johan Ehrenreich
Johan Eberhard Ludvig Ehrenreich, född 1723 i Ludwigsburg i Württemberg, död 8 januari 1803 i Gusev i Ostpreussen, var en tysk tandläkare, agronom och keramiker.
Ehrenreich inkallades 1747 till Sverige av Fredrik I och anställdes som hovtandläkare. Han var en av Sveriges första och för sin tid mest framstående tandläkare, men räckte även till för andra verksamhetsområden. Omkring 1753–1755 var han förvaltare vid Gripsholms kungsladugård, sysslade med försök att preparera säd och andra frön för bevarande av grobarheten samt erhöll därför en liten statspension 1757. 
Ehrenreich idkade även trädgårdsskötsel och salpetersjuderi i Kungsholms församling samt gjorde sig mycket förtjänt om den svenska fajanstillverkningen genom att anlägga och leda Mariebergs porslinsfabrik i Stockholm 1758. Under hans ledning kom fabrikens alster att i flera fall nå samma klass som med samtida utländska fajanser, men på grund av bristande lönsamhet tvingades han 1766 att avgå som direktör. Han erhöll hovråds titel som en ringa belöning för sina förtjänster. År 1767 lämnade han Sverige och anställdes vid Stralsunds porslinsfabrik, vilken nedlades 1789. Redan 1770 lämnade dock Ehrenreich fabriken i Stralsund efter en sprängolycka, och startade en annan fajansfabrik i Königsberg, som dock endast drevs några få år.
På 100-årsdagen av hans död firades hans minne av Odontologiska sällskapet i Stockholm.